# Capela Árvore da Vida
A Capela Árvore da Vida encontra-se no interior do Seminário Conciliar de São Pedro e São Paulo em Braga, Portugal.
É uma capela construída com cerca de 20 toneladas de madeira. Nada foi pregado nem há dobradiças, tudo foi encaixado.
O projecto da capela é de Cerejeira Fontes Arquitetos e contou com a colaboração do escultor Asbjörn Andresen. Os adereços da capela são da autoria da pintora Ilda David, e também de alguns artesãos de Barcelos. 
A capela surgiu da necessidade de existir um espaço de celebrações alternativo à Igreja de São Paulo para os seminaristas.

## Reconhecimento
A capela foi vencedora do prémio ArchDaily 2011 para edifício religioso com a melhor arquitetura.